# Brendon Dawson
Pour les articles homonymes, voir Dawson.
Pas d'image ? Cliquez ici

a Compétitions nationales et continentales officielles uniquement.

b Matchs officiels uniquement.
Dernière mise à jour le 3 novembre 2018.
Brendon Dawson, né le 15 août 1967 à Bulawayo en Rhodésie (actuellement Zimbabwe), est un joueur de rugby à XV international zimbabwéen évoluant au poste de troisième ligne aile ou de troisième ligne centre. Il devient entraîneur après l'arrêt de sa carrière de joueur.

## Biographie
Brendon Dawson commencé sa carrière de joueur de rugby au pays de Galles avec le Swansea RFC en Welsh Premiership en 1987. Il joue une saison et dispute douze matchs et inscrit deux essais.
Il rentre au Zimbabwe en 1988 et rejoint le Old Miltonians RFC de Bulawayo, où il dispute tout le reste de sa carrière en club,.
Il commence sa carrière internationale en 1990, lorsqu'il est sélectionné pour la première fois avec l'Équipe du Zimbabwe de rugby à XV. Il connait sa première cape le 5 mai 1990 lors d'un match contre la Côte d'Ivoire à Harare. 
Il participe à la coupe du monde 1991 en Europe. Il dispute les trois matchs lors de cette compétition, pour autant de défaites, et inscrit un essai contre l'Irlande.
Il connait un total de vingt sélection avec le Zimbabwe entre 1990 et 1998, et inscrit quatorze points (3 essais). Il est le capitaine de la sélection zimbabwéenne lors de la réception du pays de Galles à Harare en juin 1998.
Après l'arrêt de sa carrière de joueur, il se lance dans une carrière d’entraîneur. Il devient sélectionneur de la sélection zimbabwéenne en 2007. Il remporte avec son équipe la Coupe d'Afrique en 2012. En 2015, il n'est pas conservé par la fédération zimbabwéenne après avoir échoué à se qualifier pour la coupe du monde 2015. 
En 2018, alors que son successeur au poste de sélectionneur Cyprian Mandenge a été licencié, il présente sa candidature afin de la remplacer. Finalement, c'est l'ancien sélectionneur sud-africain Peter de Villiers qui est retenu comme sélectionneur, mais Dawson est choisi pour être son adjoint. Son association avec De Villiers ne dure cependant que trois matchs, avant que des différents sportifs ne poussent Dawson vers la sortie. Il est ensuite l'entraîneur de la Zimbabwe Academy, qui dispute le Rugby Challenge en 2019.
Plus tard en 2019, à la suite du licenciement de De Villiers, il est rappelé à la tête de la sélection zimbabwéenne,. Avec son équipe, il participe au tournoi qualificatif africain la Coupe du monde 2023, mais échoue à se qualifier. En 2022, il entraîne également les Zimbabwe Goshawks, équipe nationale engagée en Currie Cup.

## Palmarès

### En club
Néant

### En équipe nationale
- 20 sélection avec le Zimbabwe entre 1990 et 1998
- 3 essais (14 points)
- 1 match comme capitaine.

- Participation à la coupe du monde 1991 (3 matchs)